# 아그라 요새
아그라 요새는 인도 아그라에 위치한 요새로 타지마할과는 야무나강을 사이에 두고 북서쪽으로 2.5km 떨어진 곳에 마주보고 있다. 붉은 사암의 성채와 내부의 하얀 대리석 건물이 어우러져 웅장함과 정교함을 동시에 느낄 수 있는 건축물이다.

## 역사
유력한 설에 따르면 16세기말 무굴 제국의 악바르 대제가 수도를 델리에서 아그라로 옮기면서 건축하기 시작해서 그의 손자인 샤 자한이 타지마할을 건축하면서 더욱 발전시킨 것이라고 한다.
아그라 성은 타지마할을 축조하면서 너무 많은 재정을 낭비한 샤 자한이 말년에 그의 아들인 아우랑제브에 의해 유폐된 곳으로도 유명한데 샤 자한은 야무나강 너머의 타지마할이 가장 잘 보이는 무삼만 버즈(Muasamman Burj)에 갇혀 있다가 끝내 거기서 숨을 거두고 말았다.

## 같이 보기
- 파테푸르 시크리
- 라호르성
- 붉은 요새
- 타지마할